# Amblypodia tectona
Amblypodia tectona är en fjärilsart som beskrevs av Lambertus Johannes Toxopeus 1932. Amblypodia tectona ingår i släktet Amblypodia och familjen juvelvingar. Inga underarter finns listade i Catalogue of Life.